# Sugar (chanson de Robin Schulz)
Pour les articles homonymes, voir Sugar.
Singles par Robin Schulz
Headlights
(2015)
Sugar est une chanson du disc jockey allemand Robin Schulz en featuring avec Francesco Yates, sortie le 17 juillet 2015. Il s'agit d'un sample du titre Suga Suga de Baby Bash en featuring avec Frankie J, sorti en 2003. 
Sur le clip vidéo, on remarquera la performance de l'acteur Nathan Barnatt (en) qui joue le rôle d'un flic qui perd un peu la notion des valeurs en écoutant cette musique.

## Liste des pistes
| 1. | Sugar                | 3:41 |
| 2. | Sugar (Extended Mix) | 5:03 |

## Classement hebdomadaire
| Classement (2015-2016)                    | Meilleure position |
| ----------------------------------------- | ------------------ |
| Allemagne (Media Control AG)              | 1                  |
| Australie (ARIA)                          | 3                  |
| Autriche (Ö3 Austria Top 40)              | 1                  |
| Belgique (Flandre Ultratop 50 Singles)    | 10                 |
| Belgique (Wallonie Ultratop 50 Singles)   | 3                  |
| Danemark (Tracklisten)                    | 22                 |
| Espagne (PROMUSICAE)                      | 24                 |
| États-Unis (Hot 100)                      | 68                 |
| Finlande (Suomen virallinen lista)        | 10                 |
| France (SNEP)                             | 2                  |
| Irlande (IRMA)                            | 16                 |
| Italie (FIMI)                             | 3                  |
| Norvège (VG-lista)                        | 9                  |
| Nouvelle-Zélande (RMNZ)                   | 4                  |
| Pays-Bas (Nederlandse Top 40)             | 6                  |
| Royaume-Uni (The Official Charts Company) | 21                 |
| Suède (Sverigetopplistan)                 | 9                  |
| Suisse (Schweizer Hitparade)              | 1                  |